# Parafia Najświętszej Maryi Panny w Torrington
Parafia Najświętszej Maryi Panny w Torrington (ang. St. Mary's Parish) – parafia rzymskokatolicka położona w Torrington, Connecticut, Stany Zjednoczone.
Jest jedną z wielu etnicznych, polonijnych parafii rzymskokatolickich w Nowej Anglii.
Parafia jest pod wezwaniem Najświętszej Maryi Panny. Wspomnienie liturgiczne obchodzone 3 maja.

## Historia
26 października 1919 roku została ustanowiona parafia Najświętszej Maryi Panny, a ks. Jan Kowalski został mianowany pierwszym proboszczem.
Pierwsza msza św. została odprawiona w kaplicy św. Franciszka. Budowa piwnicy kościoła została ukończona w 1921 roku i poświęcona 5 października 1921 przez biskupa Jana Józefa Nilana. Po zakończeniu budowy kościół został poświęcony 30 maja 1927 roku.